# Residenza di Monaco di Baviera
La Residenza di Monaco di Baviera (in tedesco: Münchner Residenz), situata nel centro cittadino di Monaco di Baviera, è stata per secoli il luogo di residenza e la sede del governo dei duchi, poi dei principi elettori e infine dei re di Baviera.

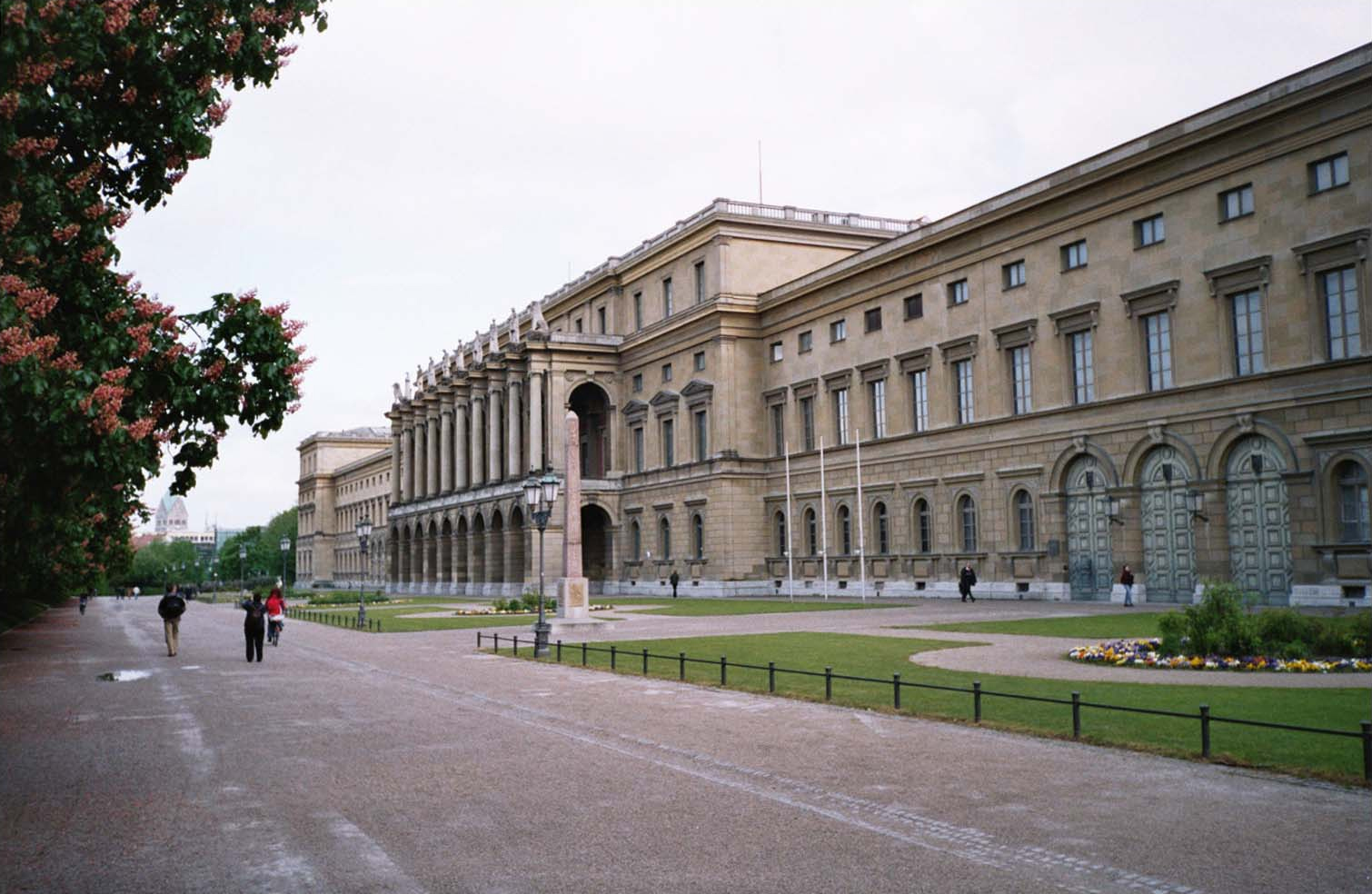
Il Festsaalbau.

L'enorme struttura racchiude ben dieci cortili e si articola in tre complessi principali: il Königsbau (verso il Max-Joseph-Platz), la Maximilianische Residenz (chiamata anche "vecchia residenza", la cui facciata dà sulla Residenzstraße e che comprende gran parte dell'ala interna) e il Festsaalbau (verso l'Hofgarten). Dal punto di vista stilistico la Residenza presenta una mescolanza di stile rinascimentale, barocco, rococò e classicismo.

## Storia della costruzione

### LaNeuvestegotica
Nel luogo dove si trova l'odierna Residenza sorgeva già nel 1385 la Neuveste (letteralmente, "fortezza nuova"), che serviva da rifugio per il duca e la sua corte in caso di pericolo, dopo che le rivolte cittadine contro i duchi Giovanni II, Stefano III e Federico avevano dimostrato che il vecchio palazzo era diventato troppo insicuro.
La Neuveste era una fortezza gotica circondata da un fossato pieno d'acqua, raggiungibile soltanto attraverso un ponte fortificato. Significativamente la torre più possente non si trovava sul lato esterno, ma rafforzava il lato verso la città. Come sede ducale, tuttavia, la Neuveste sostituì il vecchio palazzo soltanto nella prima metà del Cinquecento, con il duca Guglielmo IV. Nel corso dei secoli l'edificio fu modificato e ampliato e gradualmente perse il suo carattere di fortificazione, che era diventato obsoleto a causa dell'avvento di cannoni sempre più potenti, capaci di sfondare le mura. Le fondamenta dell'antica fortezza sono visibili ancora oggi sotto l'Apothekenhof ("cortile della farmacia") della Residenza: la loro posizione è segnalata dalle pietre rosse del lastricato.

### Il palazzo rinascimentale

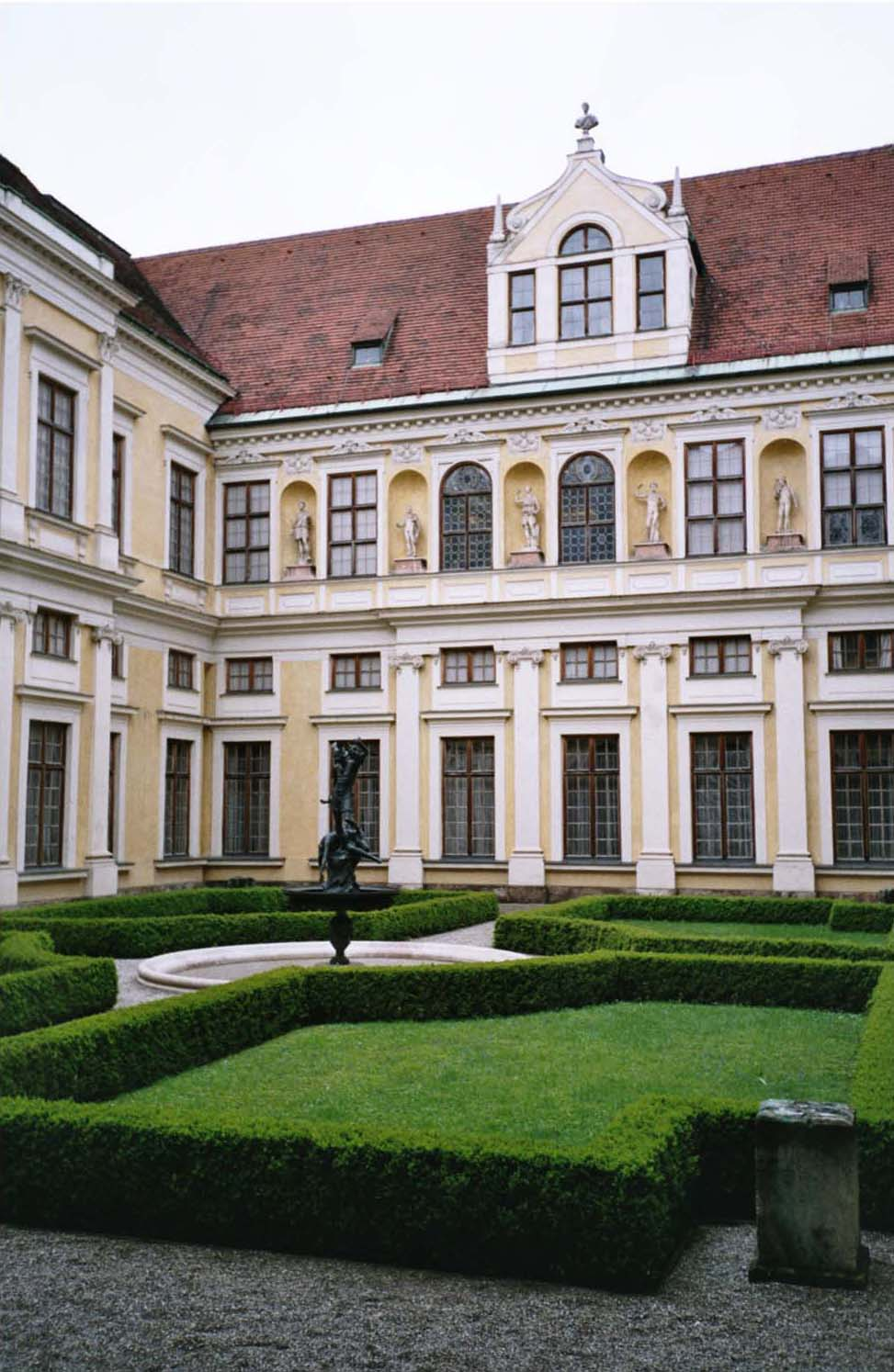
Il Grottenhof.

Il duca Guglielmo IV fece rimpiazzare la Neuveste con il cosiddetto Rundstubenbau e fece realizzare il primo Hofgarten ("giardino della corte"). Nel padiglione del giardino venne collocata una serie di dipinti di soggetto storico, fra i quali la Battaglia di Alessandro e Dario a Isso di Albrecht Altdorfer.
Il duca Alberto V di Baviera fece allestire una Kunstkammer ("gabinetto artistico") nel Marstallgebäude ("scuderia"), dalla quale trassero origine parecchie collezioni oggi presenti a Monaco. Poiché là non c'era spazio a sufficienza per l'enorme raccolta di sculture, fra il 1568 e il 1571 Simon Zwitzel e Jacopo Strada realizzarono l'Antiquarium. Il nuovo edificio dovette essere eretto al di fuori della struttura originaria, visto che nella Neuveste non c'era più spazio. L'Antiquarium, che occupa l'intero piano terra dell'edificio, è la più grande sala in stile rinascimentale a nord delle Alpi. Al piano superiore del nuovo edificio venne ospitata la biblioteca di corte, che costituì il nucleo della successiva Bayerische Staatsbibliothek.
Nel 1580/1581 duca Guglielmo V fece fabbricare il Witwenstock ("piano della vedova") per sua madre la duchessa Anna e fra il 1581 e il 1586 venne realizzato il manieristico Grottenhof ("cortile delle grotte"), il cui architetto fu Federico Sustris. Il cortile prese il nome dalla facciata occidentale dell'Antiquarium, decorata con fontane e conchiglie. Verso il 1590 fu costruito lo Schwarzer Saal ("salone nero"), adiacente al lato sud-orientale dell'Antiquarium. Nel 1590, sotto la guida di Sustris, si iniziarono i lavori per la costruzione dell'Erbprinzentrakt ("ala del principe ereditario"), a nord del Witwenstock.

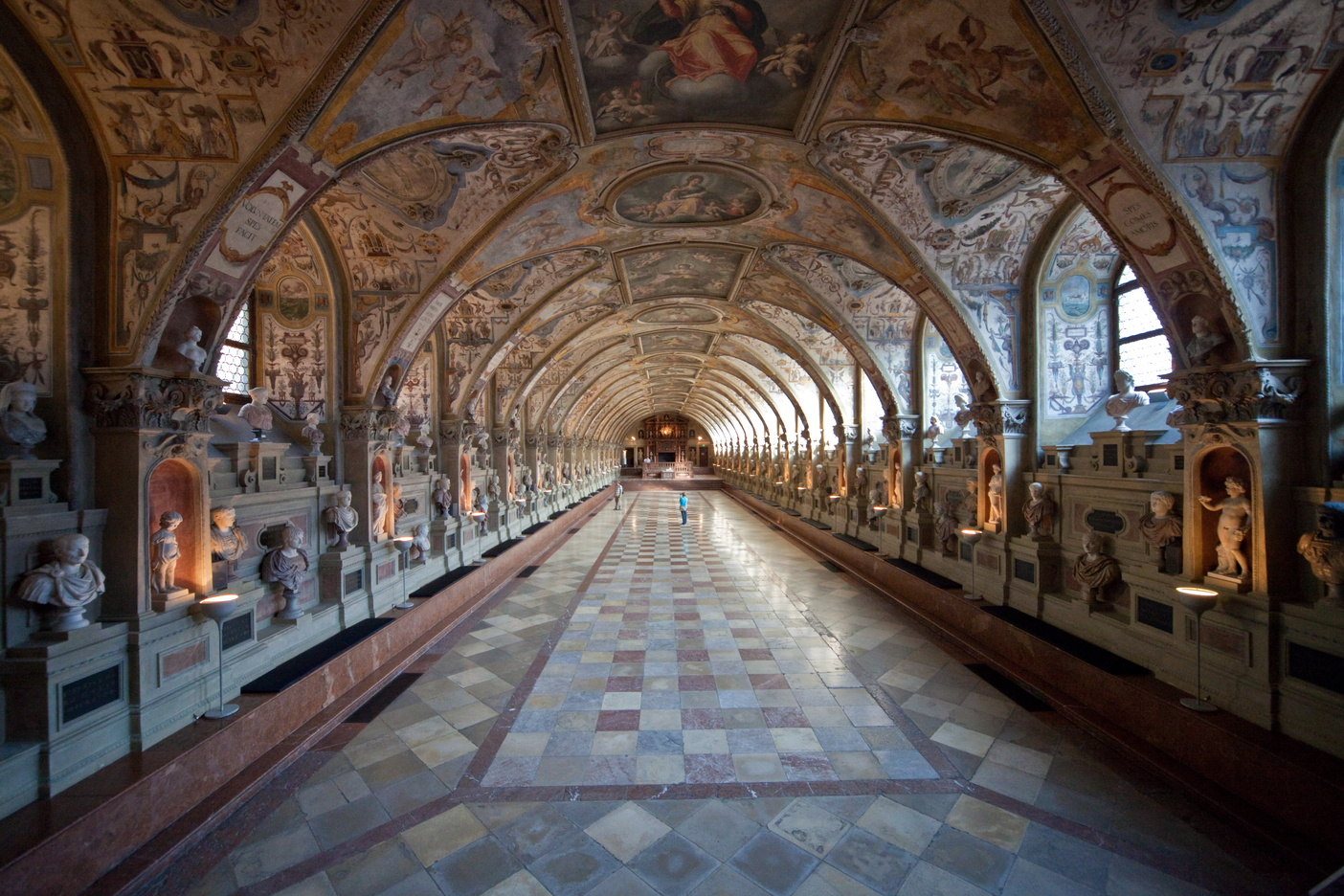
LAntiquarium

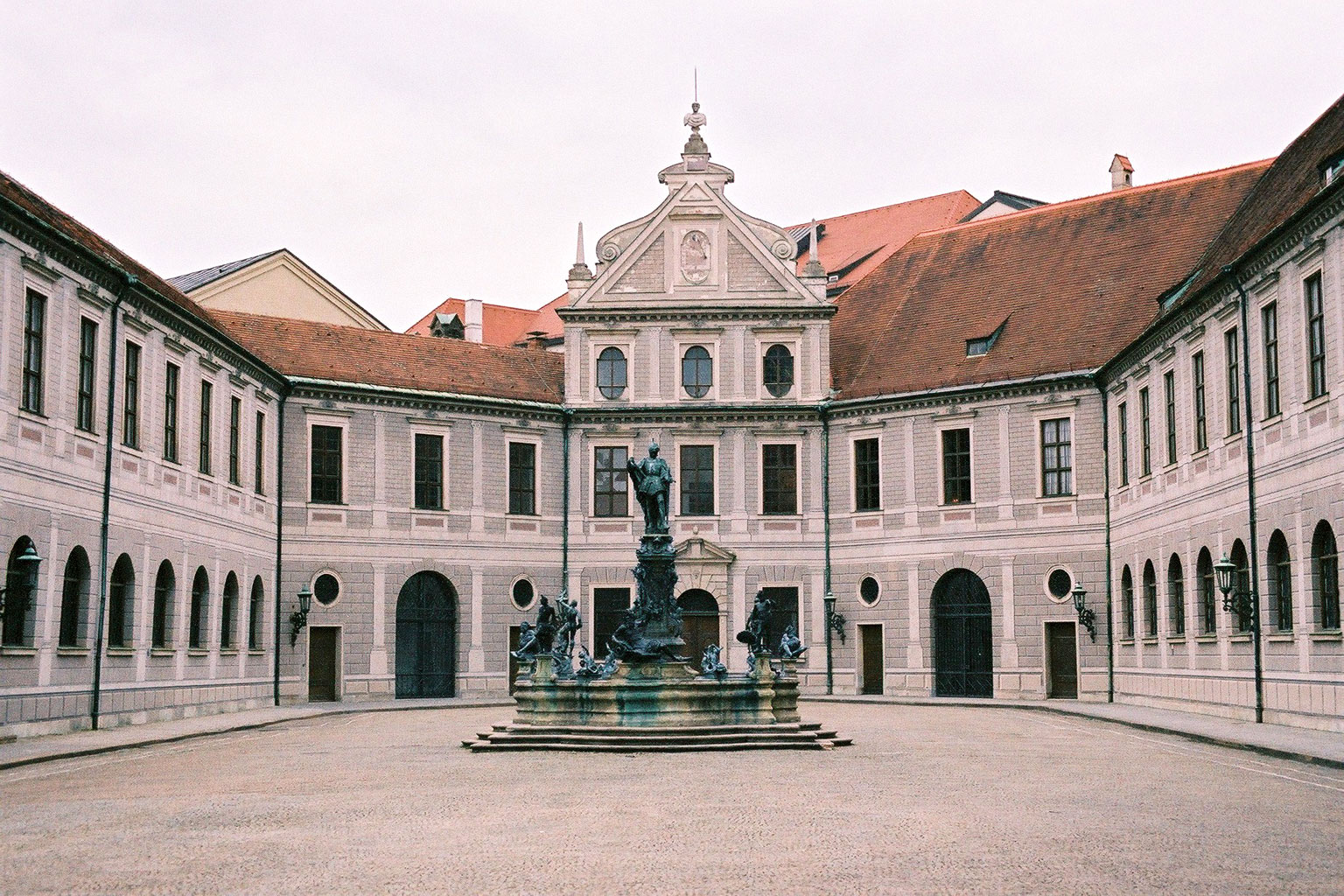
Il Brunnenhof.

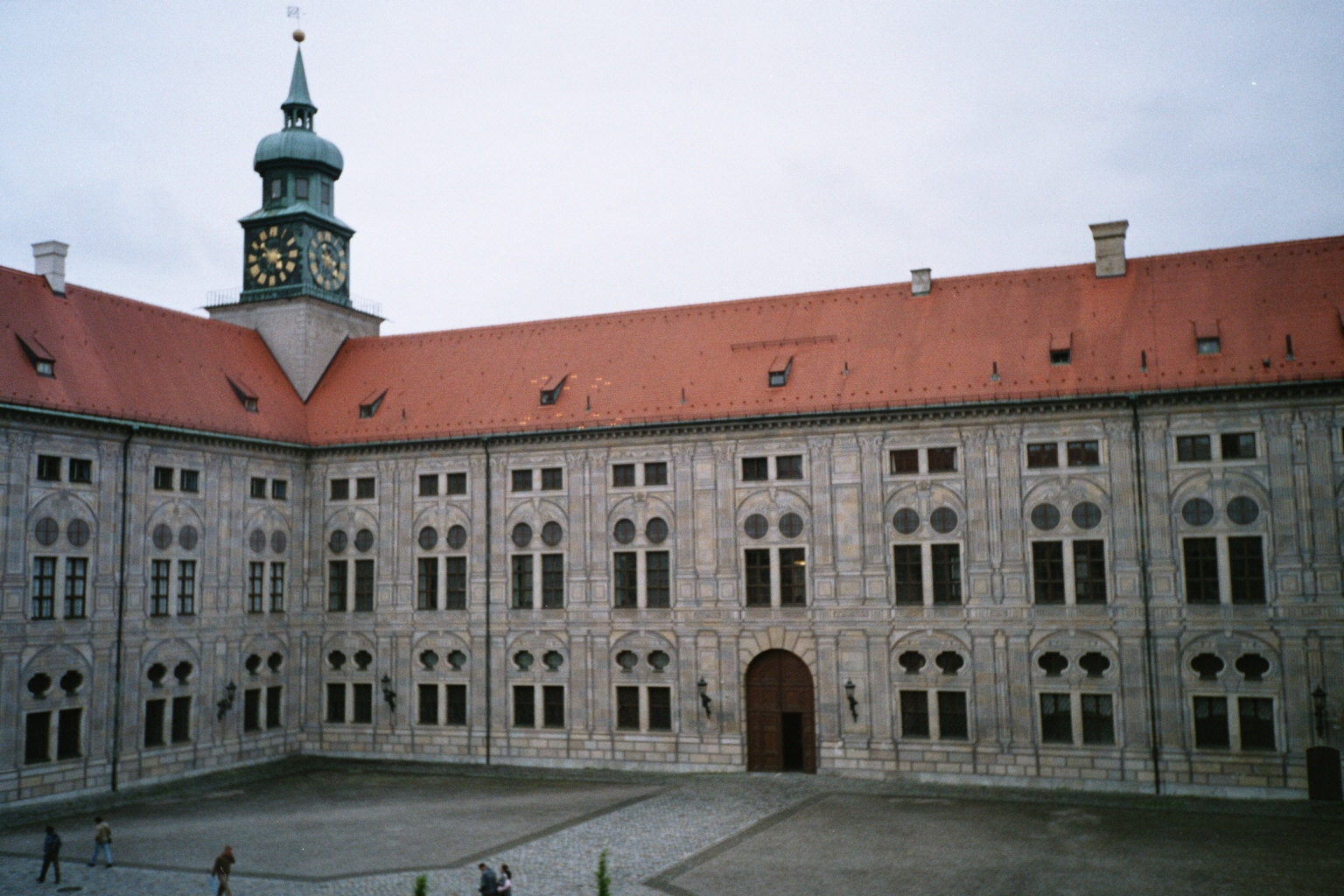
Il Kaiserhof.

Per volere del duca Massimiliano I, divenuto principe elettore nel 1628, venne edificata sul lato occidentale la Maximilianische Residenz, che da lui prende il nome. Massimiliano fece ristrutturare e collegare gli edifici esistenti. Il Brunnenhof ("cortile della fontana") venne chiuso, mentre prima era un'area aperta, utilizzata come campo di addestramento: nel mezzo del cortile fu eretto nel 1610 il grande Wittelsbacherbrunnen ("fontana dei Wittelsbach"). Le figure che lì sono collocate, opera di Hubert Gerhard, sono rappresentazioni allegoriche dei quattro fiumi bavaresi (Danubio, Lech, Inn e Isar) ed erano state concepite per un altro progetto, così come la statua di Ottone I di Baviera. All'interno, fra il 1601 e il 1603, vennero realizzati la Hofkapelle ("cappella di corte") e gli appartamenti privati dei duchi. La Reiche Kapelle ("cappella ricca"), lastricata di marmo e sontuosamente decorata con la tecnica della scagliola, serviva come oratorio privato dei duchi. Inoltre, dal 1612 Massimiliano fece demolire ampie parti dell'ala meridionale e di quella occidentale della Neuveste.
Fra il 1611 e il 1619 fu realizzato, nella parte settentrionale, il Kaiserhof ("cortile imperiale"), con le Trierzimmer ("camere di Treviri") e Steinzimmer ("camere di pietra"), il Kaisersaal ("salone imperiale") e la Kaisertreppe ("scala imperiale"), che aveva la funzione di magnifico quartiere per gli ospiti e che testimonia le grandi ambizioni politiche di Massimiliano. Gli ambienti, realizzati sotto la guida di Hans Krumpper e Heinrich Schön e decorati fra l'altro da Peter Candid, non soltanto illustrano la visione del mondo di Massimiliano I, ma sono anche, con le loro porte splendidamente incorniciate, i loro soffitti affrescati e i loro arazzi, un eccellente esempio dell'architettura di inizio Seicento. Gli ampliamenti voluti da Massimiliano furono sufficienti per i suoi successori, che fino al XIX secolo si accontentarono di effettuare solo piccole modifiche interne.

### Gli appartamenti barocchi e rococò

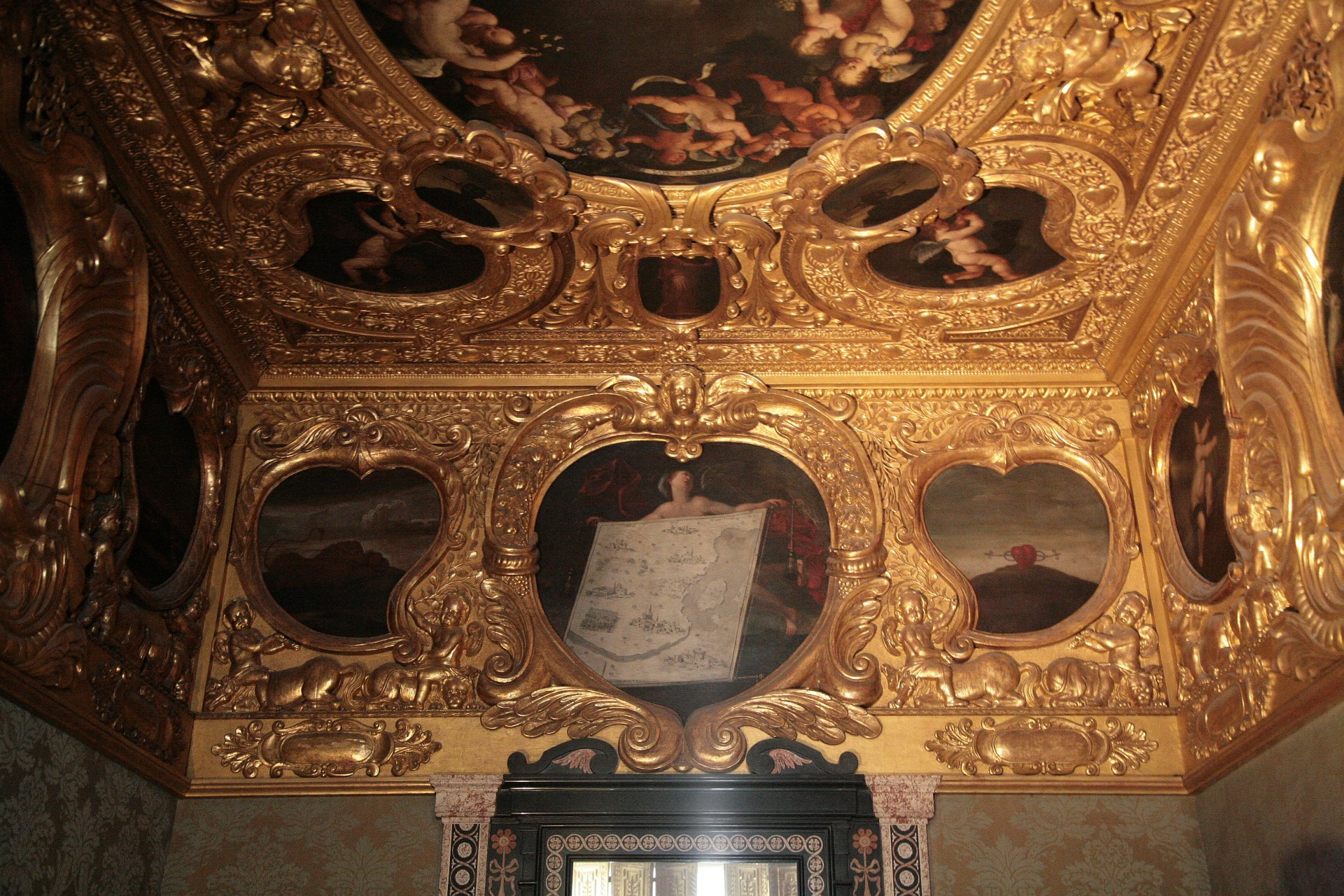
Particolare dei fregi e del soffitto dellHerzkabinett.

Fra il 1666 e il 1669 la principessa Enrichetta Adelaide di Savoia, dal 1650 moglie del principe elettore Ferdinando Maria, fece ampliare le piccole stanze di sua suocera, situate fra la Residenzgasse e il Grottenhof, trasformandole in un sontuoso appartamento. Esso consisteva del Saal der Garde ("sala della guardia"), due anticamere, una sala delle udienze (il Goldener Saal ["salone dorato"]), un grande gabinetto (Grottenzimmer ["camera delle grotte"]), la camera da letto con un'alcova, una piccola cappella e un altro gabinetto più piccolo (Herzkabinett ["Gabinetto del cuore"]). Questo appartamento fu completato con una galleria fra la Residenzgasse e il giardino meridionale e con una biblioteca. Per il suo progetto edilizio Enrichetta Adelaide si ispirò sia ai modelli della sua patria torinese, sia alle nuove mode parigine. L'appartamento era decorato con innumerevoli dipinti, i cui soggetti erano diversi per ciascun ambiente. Nel 1674 un incendio distrusse le prime tre stanze. Dopo la visita di papa Pio VI nel 1782 l'appartamento venne chiamato "camera papale". Nel 1944 quasi tutte queste stanze vennero distrutte: oggi solo l'Herzkabinett dà una qualche idea dell'ambizione e della cultura dimostrate da questo appartamento di una principessa bavarese.
Gli ampliamenti voluti da Massimiliano II Emanuele (gli ambienti di rappresentanza denominati Alexanderzimmer ["Camere di Alessandro"] e Sommerzimmer ["Camere d'estate"]) furono trasformati già prima della sua morte. Quello che ne restava, eccetto un locale oggi inaccessibile, andò distrutto nell'incendio del 1729.

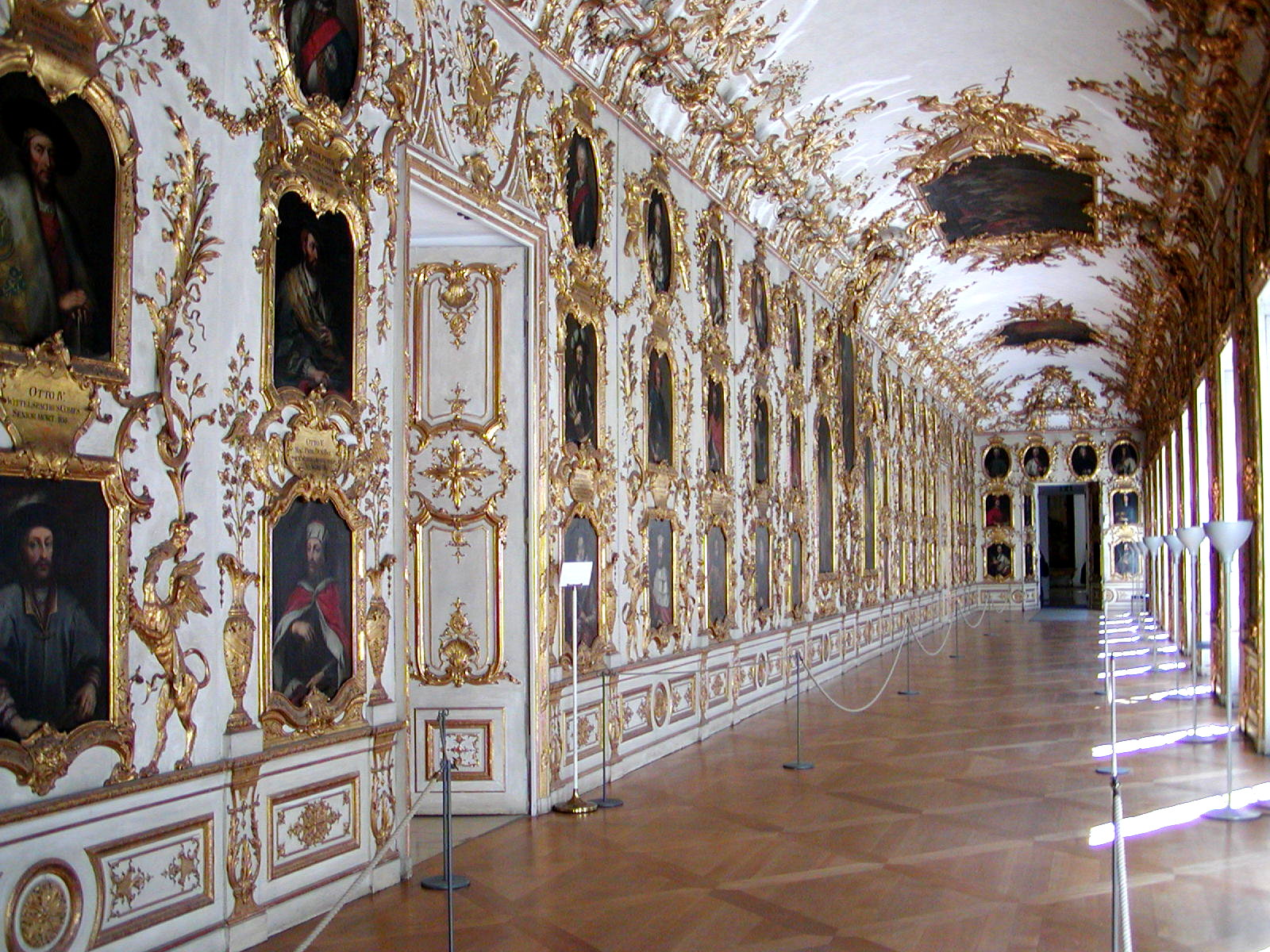
La Ahnengalerie.

Il suo successore, il principe elettore e futuro imperatore Carlo Alberto fece erigere al loro posto le Reiche Zimmer ("camere ricche"), con la Grüne Galerie ("galleria verde"), lo Spiegelkabinett ("gabinetto degli specchi") e la Paradeschlafzimmer ("camera da letto di parata"). Le loro ricchissime decorazioni sono dominate dagli ornamenti dorati sulle pareti bianche e dal velluto ricamato genovese color porpora. Solo nella Grüne Galerie, come già rivela il suo nome, fu impiegato un damasco di seta verde. La successione degli ambienti rispecchia quella delle "camere papali".
Al piano terra, fra il 1726 e il 1730, fu realizzata la Ahnengalerie ("galleria degli antenati"), con i suoi magnifici stucchi opera di Johann Baptist Zimmermann. Essa ospita più di cento ritratti di membri del casato dei Wittelsbach, fino a quello di Ludovico III, ultimo re di Baviera, destituito nel 1918. Questo ambiente doveva rafforzare le pretese di Carlo Alberto alla corona imperiale, giacché egli intendeva affermare di ereditare tale corona da Carlo Magno, da Ludovico IV e dal leggendario Teodone I, i cui ritratti vennero collocati in posizione centrale. Accanto alla Ahnengalerie, Carlo Alberto fece realizzare un altro sfarzoso gabinetto, destinato alla conservazione del tesoro, per il quale fino ad allora non c'era stata nessuna stanza speciale. Oggi, da quando fu costruita la Alte Schatzkammer ("antica camera del tesoro") per volere del principe reggente Luitpold nel 1897, questo gabinetto ospita la collezione delle porcellane.
Insomma, tutti gli ampliamenti voluti da Carlo Alberto e progettati dai suoi architetti di corte, Joseph Effner und François de Cuvilliés, miravano esclusivamente alla celebrazione del suo casato e all'ottenimento della corona imperiale, cosa che in effetti avvenne nel 1742, quando Carlo Alberto divenne imperatore del Sacro Romano Impero. Fra gli artisti coinvolti nei lavori, oltre al sopra citato Johann Baptist Zimmermann, ci furono anche Joachim Dietrich e Wenzeslaus Miroffsky. La facciata a due piani della Grüne Galerie, con le sei finestre ad arco a tutto sesto, sono un capolavoro di Cuvilliés.

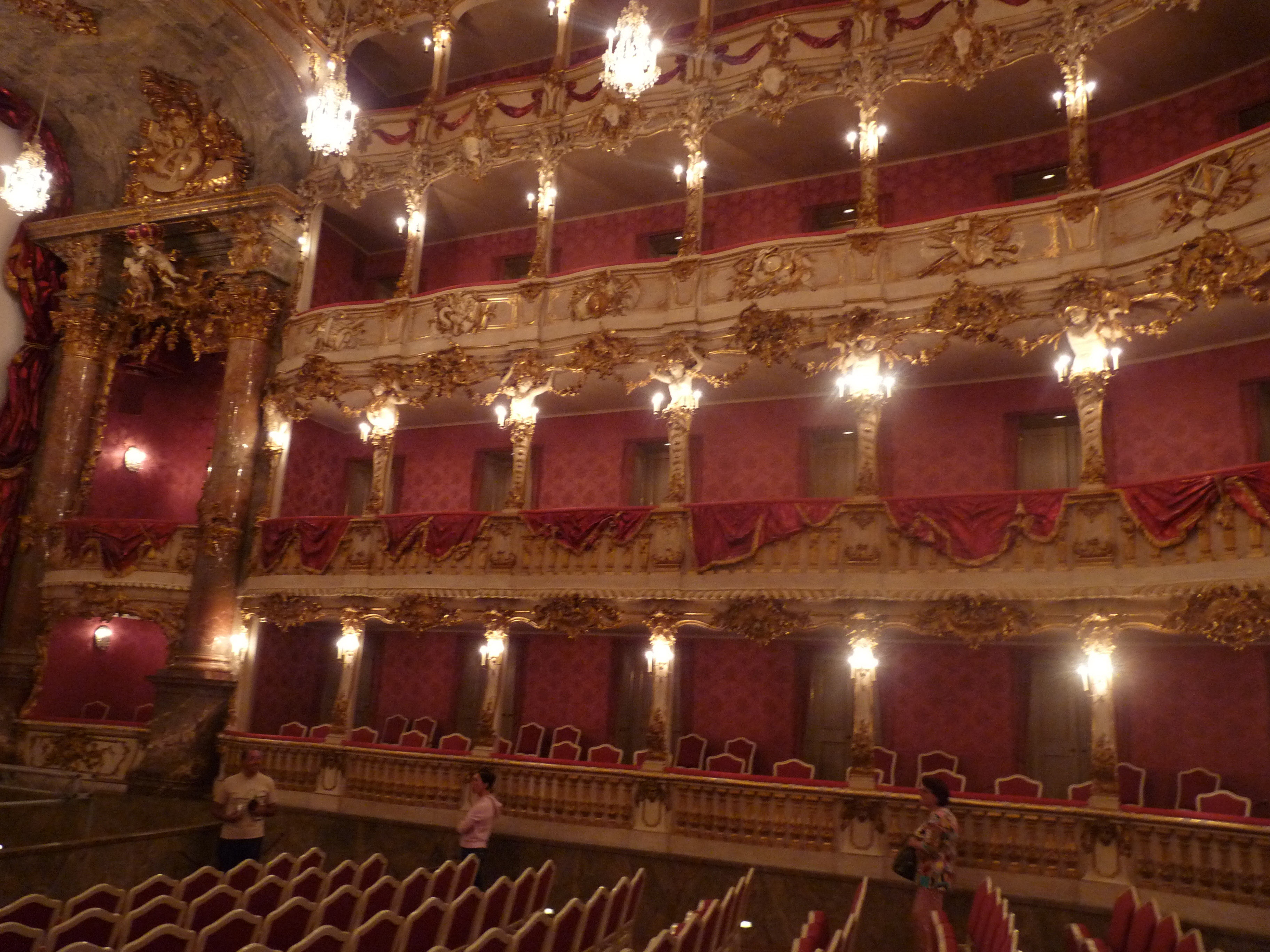
Interno del teatro Cuvilliés.

Il figlio di Carlo Alberto, il principe elettore Massimiliano III abbandonò le pretese alla corona imperiale, come appare nelle Kurfürstenzimmer ("stanze del principe elettore") realizzate da François de Cuvilliés e Johann Baptist Gunetzrhainer. Questi ambienti furono costruiti in stile tardo-rococò sopra l'Antiquarium, dove fino ad allora si trovava la biblioteca di corte. Particolarmente significativa fu la costruzione dell'Altes Residenztheater ("vecchio teatro della Residenza", chiamato anche "Teatro Cuvilliés") un teatro all'italiana in stile rococò, riservato esclusivamente all'uso della corte. La costruzione di un teatro si era resa necessaria dopo che l'incendio del 5 marzo 1750 aveva distrutto il vecchio Georgssaal, che fino ad allora era servito come teatro. Il teatro Cuvilliés fu costruito come edificio praticamente a sé stante, collegato alla Residenza solo da un foyer, al fine di minimizzare la propagazione di eventuali incendi. Inoltre, le mura furono realizzate di particolare spessore e fu previsto un meccanismo capace di pompare acqua sulla travatura del tetto in caso di emergenza. Notevole era anche una struttura di leve, che permetteva di sollevare il pavimento del teatro, in modo tale da poter utilizzare lo spazio anche come salone per le feste.

### L'ampliamento classicista di Ludovico I

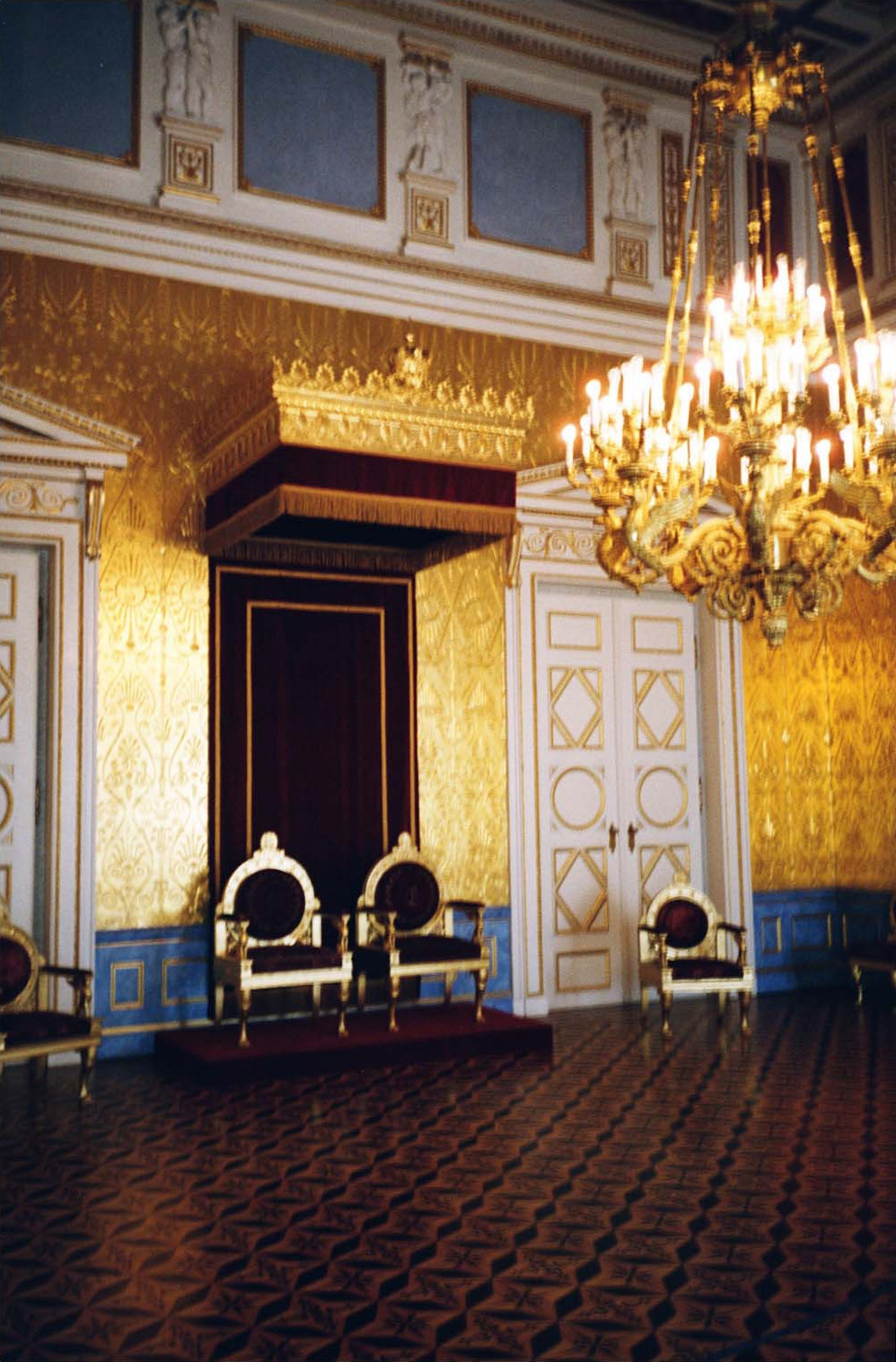
La piccola sala del trono nel Königsbau.

Con l'elevazione della Baviera a regno nel 1806 e con i grandi cambiamenti della struttura urbana di Monaco, intrapresi al principio del XIX secolo, furono messe in luce parti della Residenza che fino ad allora non erano state visibili. Queste parti, il cui stato non era degno di una residenza principesca, indussero gli architetti di corte, come François de Cuvilliés già al tempo di Massimiliano III, a progettare grandiosi piani di ristrutturazione, che tuttavia, poiché le casse dello Stato erano vuote, non vennero eseguiti. Anche Massimiliano I Giuseppe, primo re di Baviera, si accontentò di ricavare degli appartamenti al posto del Kaisersaal ("salone imperiale") e di riammodernare l'Herkulessaal ("sala di Ercole", l'odierno Max-Joseph-Saal); inoltre, egli fece allestire la Staatsratszimmer ("stanza del consiglio di Stato") fra l'Hartschiersaal ("sala dell'Hartschier" e le Steinzimmer ("camere di pietra"). Al posto del convento dei francescani abbattuto nel 1802, inoltre, fra il 1811 e il 1818 egli fece erigere il Nationaltheater e fece aprire la spianata che sarebbe diventata l'attuale Max-Joseph-Platz, il tutto su progetto dell'architetto Karl von Fischer.
Il complesso di edifici della Residenza raggiunse l'odierna estensione fra il 1825 e il 1842 con i lavori voluti dal re Ludovico I, che fece realizzare dall'architetto Leo von Klenze: il Königsbau in stile classicista, secondo i modelli fiorentini di Palazzo Pitti e Palazzo Rucellai; il Festsaalbau, pure secondo i modelli rinascimentali italiani; la chiesa di corte, secondo lo stile romanico e bizantino, decorata con splendidi affreschi ad imitazione della cappella palatina di Palermo (dei quali oggi sono sopravvissuti solo pochi resti).
Già all'inizio del XIX le Charlottenzimmer ("camere di Charlotte") erano state decorate in stile impero. Ora, con i lavori di ampliamento, vennero realizzate parecchie ulteriori serie di ambienti, fra cui, nel Königsbau, i Wohnräume Ludwigs I ("appartamenti di Ludovico I") e i Nibelungensäle ("sale dei Nibelunghi") al piano terra, decorati da Julius Schnorr von Carolsfeld. Al secondo piano si trovavano i cosiddetti Festgemächer ("appartamenti delle feste"), che erano concepiti per ospitare piccole feste di corte. La sequenza degli ambienti si articolava in salone, salone di ricevimento, sala da ballo, sala dei fiori e stanze private per il re Oggi questi ambienti sono conservati in una forma assai semplificata e ospitano l'Accademia delle belle arti. L'abitazione reale, che ancor oggi si conserva, era soprattutto di rappresentanza e già all'epoca era possibile visitarla previo appuntamento. I veri e propri appartamenti privati della coppia reale si trovavano sul lato posteriore del Königsbau e sono andati distrutti durante la seconda guerra mondiale. Leo von Klenze era responsabile non solo dell'architettura, ma anche dei pavimenti, della decorazione delle pareti e di tutto il mobilio. I Nibelungensäle erano concepiti come spazio aperto al pubblico e vi si può accedere da un apposito ingresso che dà sulla Residenzstraße.
Negli anni fra il 1832 e il 1842 fu infine costruito il Festsaalbau, nel luogo dove già Cuvilliés aveva progettato un nuovo edificio per eliminare i resti della Neuveste che dopo l'incendio del 1750 erano stati a mala pena rimessi a posto. Nel Festsaalbau fu realizzata una magniloquente sequenza di ambienti, che comprendeva il Thronsaal ("sala del trono") nel mezzo, i Kaisersäle ("sale imperiali"), il Ballsaal ("sala da ballo") e il Schlachtensaal ("sala della battaglia") nel padiglione nord-orientale. Questi ambienti erano pensati esclusivamente per le cerimonie di Stato e le feste di corte ed erano raggiungibili salendo uno scalone d'onore che oggi non esiste più. Il punto culminante di questa sequenza di ambienti era naturalmente la sala del trono, nella quale venivano celebrate le cerimonie più importanti, come l'ascesa al trono, e che era incorniciata da dodici statue colossali di bronzo provenienti dalla fonderia di Ferdinand von Miller, che rappresentavano i principali sovrani bavaresi. Al piano terra del Festsaalbau si trovava una serie di sale decorate con scene ispirate all'Odissea (come pendant alle sale dei Nibelunghi) da Johann Georg Hiltensperger, che servivano come stanze per gli ospiti. Inoltre, al Festsaalbau era adiacente l'Apothekenstock ("piano della farmacia"), nel quale c'erano la farmacia di corte, nonché abitazioni e uffici dei dipendenti della corte.

### Gli ampliamenti dopo Ludovico I

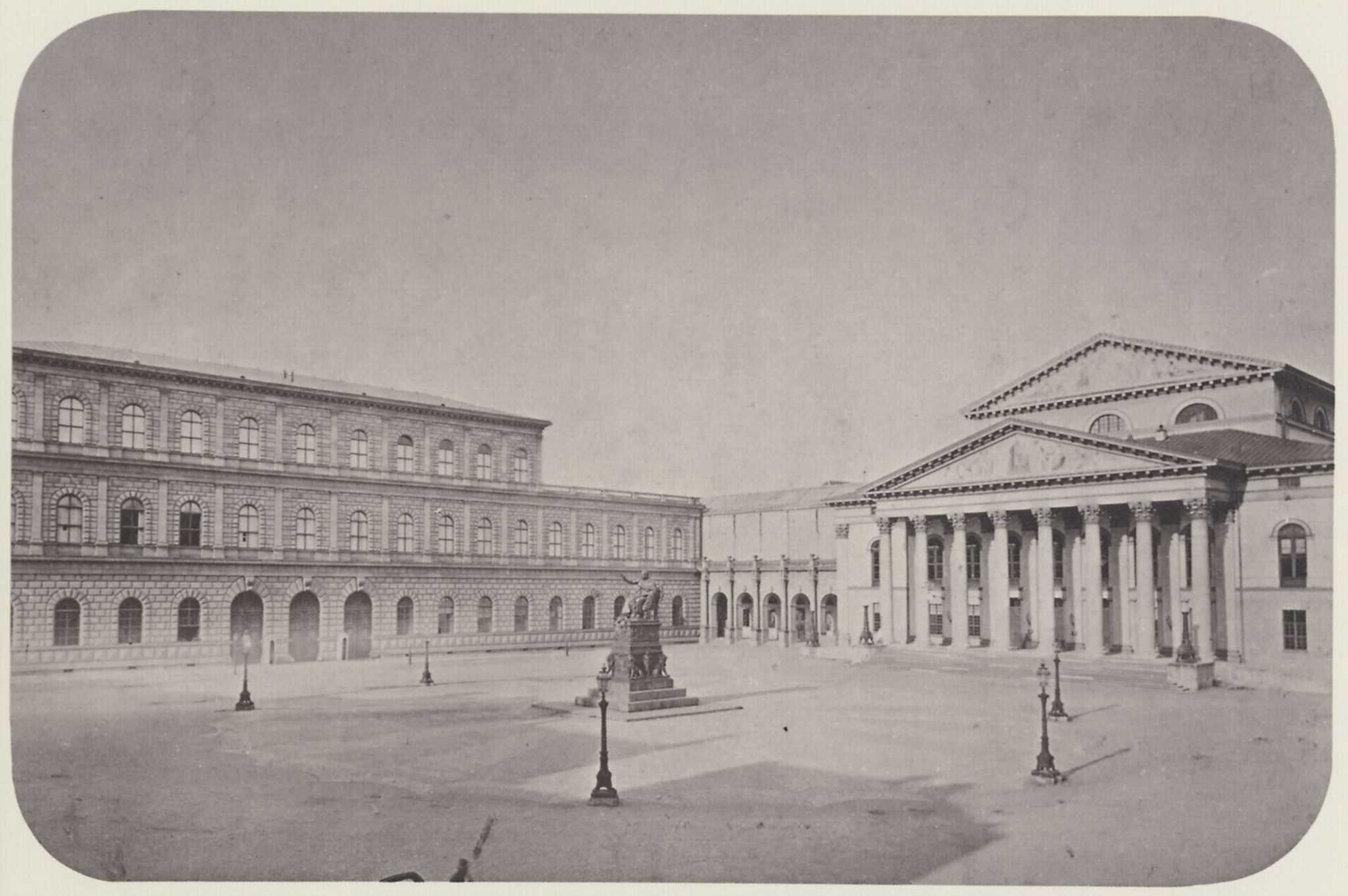
Veduta della Residenza verso il 1860, con il Königsbau (a sinistra), il Nationaltheater (a destra) e il giardino d'inverno di Massimiliano II (al centro).

Massimiliano II fece ristrutturare soltanto l'appartamento reale secondo le sue esigenze e, quale collegamento della Residenza con il Nationaltheater, fece costruire un giardino d'inverno su disegni di Franz Jakob Kreuter. La costruzione fu tuttavia realizzata da August von Voit, che per il re aveva già costruito il Glaspalast. Inoltre, Massimiliano II fece restaurare il teatro Cuvilliés, che dal 1825 veniva utilizzato quasi esclusivamente come deposito per gli scenari del Nationaltheater.
Ludovico II fece apportare alla Residenza parecchie modifiche che oggi non sono più conservate. Innanzi tutto fece trasformare i suoi alloggi nella soffitta del padiglione nord-occidentale del Festsaalbau in stile Luigi XIV. Inoltre, nelle Hofgartenzimmer ("camere del giardino di corte") furono allestiti dei locali per la sua fidanzata, la duchessa Sofia Carlotta, che però non andò mai ad abitarvi, in quanto il fidanzamento venne ben presto sciolto. Sempre durante il regno di Ludovico II furono completate i Nibelungensäle ("sale dei Nibelunghi"). Egli continuò altresì la tradizione di suo nonno Ludovico I, facendo dipingere un ciclo di dipinti per decorare il percorso che conduceva ai suoi appartamenti. Questi dipinti rappresentavano scene dal ciclo wagneriano de L'anello del Nibelungo. Inoltre, Ludovico II fece elettrificare la scena del teatro Cuvilliés.

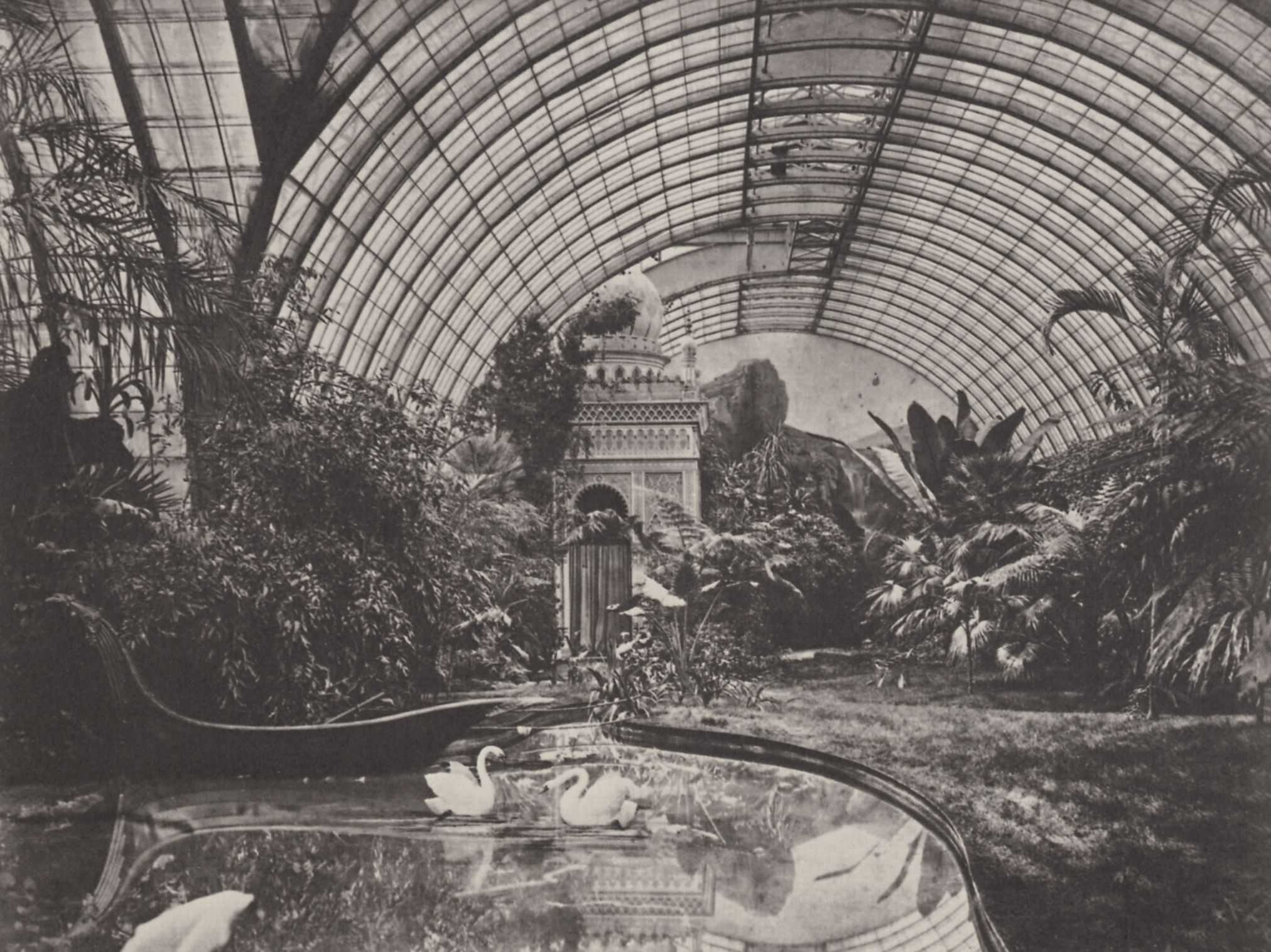
Il giardino d'inverno di Ludovico II verso il 1870.

Verso il 1870 Ludovico II diede incarico al direttore dei giardini di corte Carl Effner e al pittore Christian Jank di realizzare un giardino d'inverno di 70 x 17 metri sopra l'ala nord-occidentale del Festsaalbau. Una grande volta in vetro e ferro, alta 9 metri, racchiudeva il giardino, che aveva flora e fauna esotiche, un lago artificiale, un chiosco moresco, una capanna di pescatori e grandi dipinti panoramici intercambiabili di Julius Lange.
Dopo la morte di Ludovico II la costosa costruzione fu demolita per ordine del principe reggente Luitpold nel 1897, giacché essa risultava troppo pesante per l'edificio e l'acqua del lago artificiale gocciolava nei sottostanti appartamenti della servitù. Soltanto l'avancorpo nel Kaiserhof, che era stato costruito come sostegno, rimase al suo posto fino al 1950. Il principe reggente Luitpold fece ristrutturare per sé le Steinzimmer, poiché non volle abitare negli appartamenti del re. Risale a questo periodo anche la costruzione, su progetto di Julius Hofmann, di una nuova camera del tesoro, che già allora fu chiusa con una porta blindata.
Ludovico III di Baviera abitò nella Residenza per un breve periodo prima della rivoluzione del 1918. In particolare, egli occupò inizialmente le Steinzimmer, poi si trasferì nel Königsbau. Durante la prima guerra mondiale la regina Maria Teresa utilizzò i Nibelungensäle per ospitare donne di ogni ceto sociale che lavoravano per confezionare vestiti per i soldati al fronte.

## Distruzione e ricostruzione

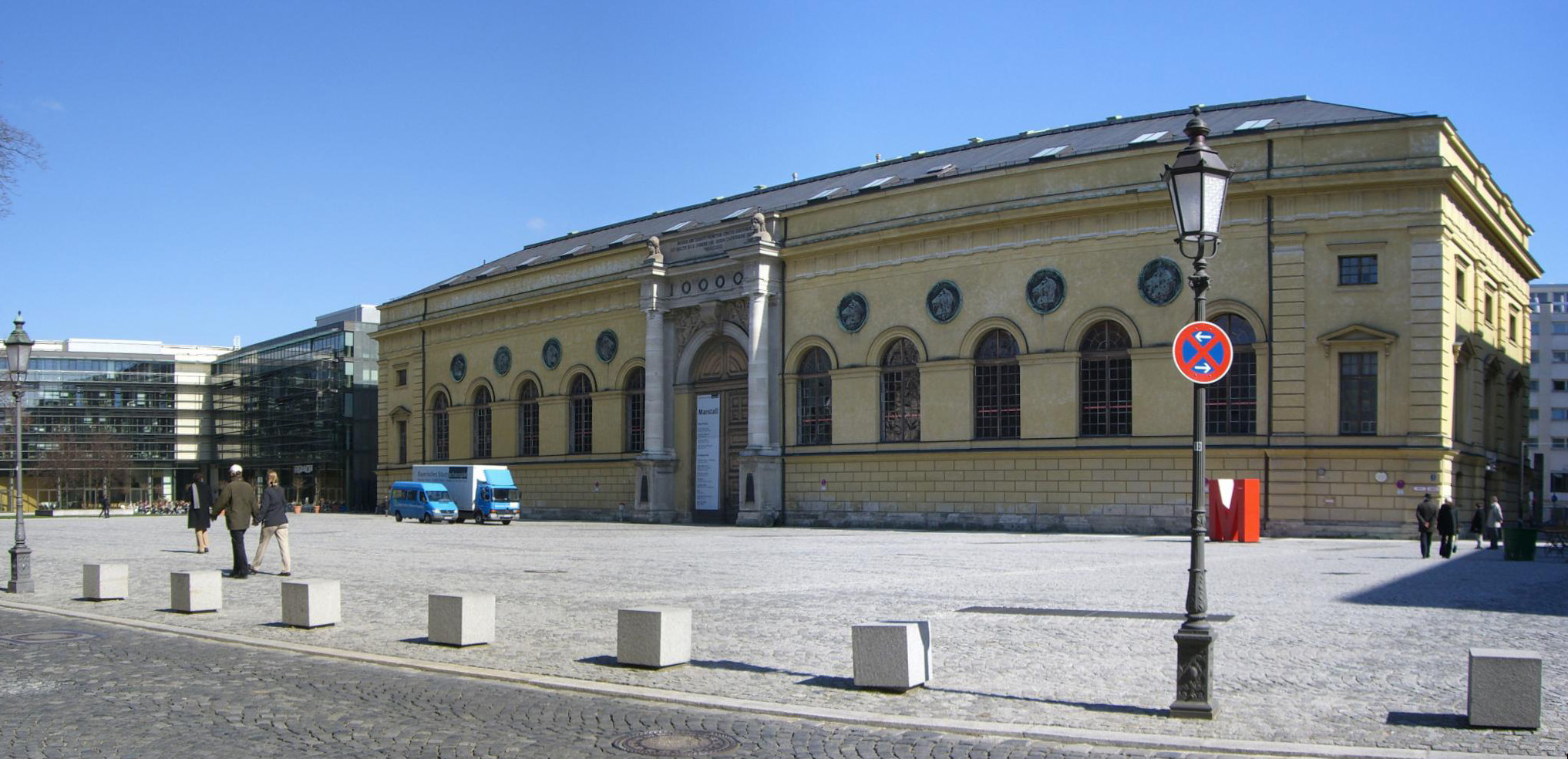
La scuderia.

Durante la seconda guerra mondiale, in particolare nel 1944, la Residenza venne gravemente danneggiata (di circa 23.500 metri quadrati di tetto rimasero intatti solamente 50 metri quadrati) e nei decenni successivi fu in gran parte ricostruita. Fortunatamente l'intero mobilio e la maggior parte delle decorazioni di pareti e soffitti erano stati sgomberati già prima che iniziassero i bombardamenti: se così non fosse stato, una ricostruzione nelle forme attuali sarebbe stata impensabile. La relativamente veloce fase della ricostruzione è stata resa possibile da uomini come Tino Walz e Rudolf Esterer, i quali, con il sostegno dell'associazione Freunde der Residenz ("Amici della Residenza"), provvidero rapidamente a mettere in sicurezza gli edifici rimasti con l'erezione di tettoie provvisorie e diedero impulso al sollecito inizio dei lavori di ricostruzione.
Inoltre ci furono grandi raccolte di fondi. Fra gli altri, diede il suo contributo anche la Bayerische Rundfunk, che contribuì alla ricostruzione con un milione di marchi, con la condizione che si potesse costruire nella Residenza una sala da concerto che sostituisse il teatro dell'Odeon, pure distrutto dalla guerra. Allo scopo venne utilizzata la grande sala del trono, che era stata irreparabilmente distrutta. Perduti definitivamente furono anche gli affreschi della chiesa di corte, la decorazione delle "camere papali", gli appartamenti di Ludovico II, nonché le altre sale del Festsaalbau, compreso il monumentale scalone d'onore.
Ancor oggi si lavora alla Residenza. Di recente, nel 2008, sono stati completati lavori di restauro al teatro Cuvilliés, che era stato ricostruito subito dopo la guerra.

## Il museo della Residenza
Già al tempo di Ludovico I, i cittadini interessati potevano visitare previo appuntamento gli ambienti del Königsbau (quando la coppia reale non era presente nella Residenza). Con ciò il re voleva di proposito mettere davanti agli occhi dei suoi sudditi la sua concezione circa la residenza regia. Sotto il principe reggente Luitpold era possibile visitare tutte le parti inutilizzate della Residenza, compresa l'antica camera del tesoro, e nel 1897 venne pubblicata la prima guida alla Residenza di Monaco
Dopo la rivoluzione del 1918 venne compiuto il passo definitivo verso l'uso museale. All'epoca si potevano visitare ben 157 locali. L'attuale museo della Residenza conta 130 locali visitabili. Oltre all'Antiquarium, all'antica cappella di corte e alle innumerevoli sale di rappresentanza (le cosiddette "stanze imperiali", le "camere ricche" e gli appartamenti di Ludovico I), sono di particolare interesse la collezione di porcellane, che non solo raccoglie pezzi da tutta Europa ma ha anche una significativa sezione di oggetti provenienti dall'Estremo Oriente, e il gabinetto delle miniature, con una collezione di 129 miniature. Inoltre, ci sono la stanza delle reliquie e la stanza degli argenti.

## La camera del tesoro

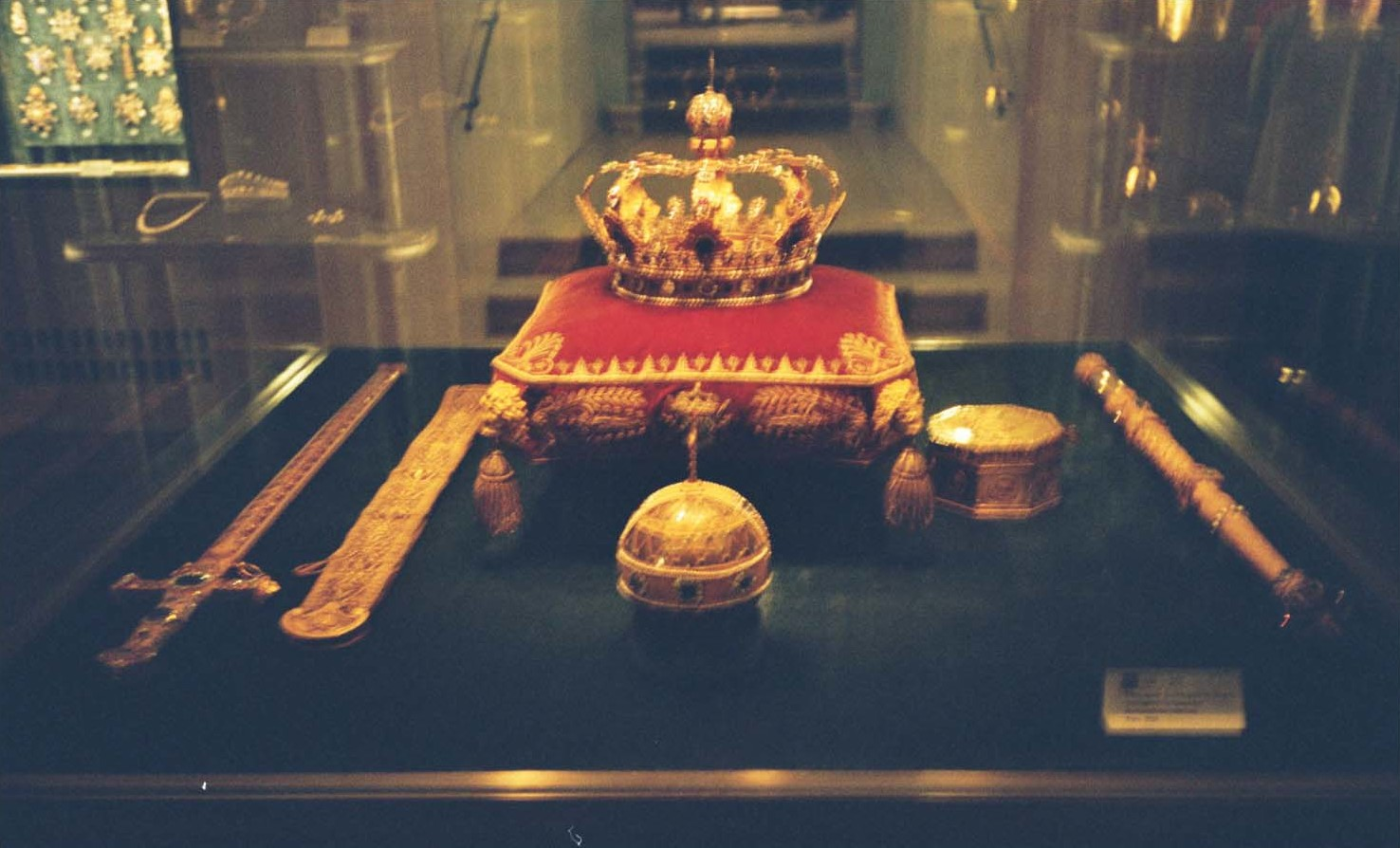
Camera del tesoro: gioielli della corona bavarese.

La camera del tesoro nel Königsbau ospita oggetti dell'arte orafa dal primo medioevo fino al classicismo. La raccolta è una delle più preziose al mondo e comprende anche lavori in cristallo di rocca e avorio, cammei, onorificenze, spade da cerimonia, coppe e servizi da tavola. Famosi in tutto il mondo sono, fra l'altro, il libro di preghiere dell'imperatore Carlo il Calvo (860 circa), il ciborio di Arnolfo associato all'imperatore Arnolfo di Carinzia (fine IX secolo), il reliquiario dell'imperatore Enrico II, la corona dell'imperatrice Cunegonda e la croce della regina d'Ungheria Gisella (tutti risalenti al 1000 circa), la cosiddetta corona di Enrico (1270 circa) e la corona gotica di una regina inglese (1370 circa). Di particolare interesse sono inoltre la coppa di Rappoltstein (1540 circa), il piatto di Holbein (1540 circa), la statuetta manierista di San Giorgio (1599 circa), le insegne reali dell'imperatore Carlo VII, le insegne reali bavaresi del 1806 (realizzate a Parigi), il servizio da viaggio dell'imperatrice Maria Luisa e i gioielli con rubini della regina Teresa. Sono inoltre presenti alcuni tesori di provenienza extraeuropea, come un pugnale da parata turco (bottino delle guerre ottomano-asburgiche), lavori in avorio provenienti da Ceylon e porcellane cinesi.